# Студеница (манастир)
Вижте пояснителната страница за други значения на Студеница.
Студеница е православен манастир на Сръбската православна църква. Разположен е в едноименната местност на река Студеница. Намира се на 39 km югозападно от Кралево в полите на планината Голия в района на Поибрието. Основан през 1190 г. от Стефан Неманя.

## История
Зад укрепените манастирски стени има две основни черкви – на Богородица и Кралска. Манастирът е посветен на Успение Богородично. Първата фаза по изграждането му приключва през 1196 г., когато Стефан Неманя се оттегля в него от властта, след като оставя да управлява Сърбия втория си син Стефан, който е женен за византийската принцеса Евдокия Ангелина. След смъртта на Стефан Неманя в Хилендар, мощите му са пренесени в Студеница. Третият син на Неманя – Растко, който първи оглавява автокефалната сръбска архиепископия превръща Студеница в политическо, културно и духовно средище на средновековната сръбска държава известна още като Рашка. Студеница се радва на вниманието и даренията и на други членове на кралската династия Неманичи, като Стефан Радослав и Милутин. В началото на 17 век пожар и земетресение повреждат част от манастира, а исторически книжовни паметници и фрески са безвъзвратно унищожени и загубени завинаги.

## Архитектура и изкуство
Манастирската църква посветена на Успение Богородично е с един купол и е съградена в рашки стил. С нея се слага началото на т.нар. рашка школа в архитектурата и изкуството на средновековната сръбска държава, който в архитектурата е смес от романски и византийски стил.
Северозападно от манастирската църква е издигната втора от крал Милутин през 1314 г., която е известна като кралска и е посветена на „Св. Йоаким и Анна“. Манастирският комплекс се състои от още една църква с обслужващи помещения. От запазилите се стенописи е този с генеалогията на Неманичите.
Иконостасът на църквата е дело на дебърския майстор Нестор Алексиев.

## Културно наследство
Манастирът Студеница е включен през 1986 г. в списъка на световното културно и природно наследство на ЮНЕСКО.